# Blitz (KMFDM)
Blitz è il diciottesimo album dei KMFDM pubblicato il 24 marzo 2009.

## Tracce
1. (Symbol) - 4:05
2. Bait & Switch - 5:57
3. Davai - 4:31
4. Never Say Never - 4:20
5. Potz Blitz! - 4:24
6. People Of The Lie - 4:54
7. Being Boiled - 4:07
8. Strut - 5:31
9. Bitches - 4:24
10. Me & My Gun - 3:31
11. Take'm Out - 6:51

## Formazione
- Sascha Konietzko - voce, sintetizzatore, tastiere
- Lucia Cifarelli - voce
- Steve White - chitarra
- Jules Hodgson - chitarra, basso
- Andy Selway - batteria
- Cheryl Wilson - voce (8)